# Amets Arzallus
Amets Arzallus Antia (Sant Joan Lohitzune, 9 de novembre de 1983) és un periodista i bertsolari basc de nacionalitat francesa. Des de l'any 2013, és el campió principal de bertsolarisme.
És fill del conegut bertsolari Jexux Arzallus i germà de la també bersolari Maddalen Arzallus. Va nàixer a Sant Joan Lohitzune, però va créixer a Hendaia. Per la influència de la seua família, de menut va començar en el bertsolarisme, a la vegada que practicava esport (futbol i pilota basca). Va estudiar periodisme a la Universitat del País Basc a Baiona després de passar per la ikastola de Kanbo. Col·labora en la revista Argia i a Euskadi Irratia, i també a l'escola de vers d'Hendaia. És codirector i guionista del documental Altsasu (aquella nit), juntament amb Marc Parramon.
El 2021, va publicar amb Ibrahima Balde el llibre Germanet que explica la vida de l'Ibrahima, nascut a Guinea, i el seu llarg camí fins a arribar a Europa. Ha estat traduït al català i publicat per l'editorial Blackie Books.